# The Rock 'n' Roll Express
The Rock 'n' Roll Express es un tag team de lucha libre profesional, quienes actualmente trabajan para National Wrestling Alliance (NWA) que está formada por Robert Gibson y Ricky Morton. El dúo comenzó a formar equipo en Memphis a principios de la década de 1980, seguido de Universal Wrestling Federation (conocida como lucha de Mid-South en ese momento), seguido de una temporada con Jim Crockett Promotions (JCP).

## Historia

### Formación
El Rock 'n' Roll Express se formó con Ricky Morton y Robert Gibson en 1983 en Memphis por el director de reservas Jerry Lawler. Originalmente se emparejaron como una alternativa al popular equipo de The Fabulous Ones (Steve Keirn y Stan Lane) cuando no podían luchar en ciertas ciudades. El truco de The Rock 'n' Roll Express fue un par de luchadores de alto vuelo que amaban la música glam metal, ya que era un género popular de música en ese momento. En 1983 y 1984, el equipo participó en una serie de partidos contra The Galaxians, Bruise Brothers (Porkchop Cash y Troy Graham), y el equipo de Lanny Poffo y Randy Savage.
Pronto se dirigieron a Mid-South Wrestling, donde comenzaron una pelea con el Midnight Express (Bobby Eaton, Dennis Condrey y el gerente Jim Cornette). La disputa comenzó cuando Cornette lanzó una celebración para el Midnight Express después de que ganaron el Mid-South Tag Team Championship. Durante la celebración, The Rock 'n' Roll Express metió la cara de Cornette en el pastel de celebración. La rivalidad entre los dos equipos continuó en la National Wrestling Alliance (NWA).

### Jim Crockett Promotions (1985-1988)
El Rock N 'Roll Express fue a Jim Crockett Promotions (JCP) de la National Wrestling Alliance (NWA) en 1985 y ganó cuatro Campeonatos Mundiales en Parejas de la NWA durante los siguientes dos años. El 9 de julio de 1985, el equipo debutó en JCP contra el equipo de Ivan Koloff y Krusher Khrushchev, a quienes derrotaron para comenzar su primer reinado como campeones.  El reinado duró hasta el 13 de octubre de ese mismo año. En Starrcade en 1985, recuperaron el título, solo para perderlos en un especial de WTBS en horario estelar ante el Midnight Express, Superstars on the Superstation, el 7 de febrero de 1986. Este cambio de título es significativo porque los partidos televisados entre los principales contendientes rara vez se mostraban en esos días. Ganaron el título en Filadelfia el 16 de agosto de 1986, y los mantuvieron hasta un combate en el horario estelar del sábado por la noche en la WTBS 'World Championship Wrestling contra Rick Rude y el Raging Bull Manny Fernandez. El Rock 'n' Roll Express recuperó los cinturones cuando Rude, todavía campeón, simplemente dejó la NWA para ir a trabajar para Vince McMahon en la World Wrestling Federation (WWF). Necesitando salvar la cara, el promotor Jim Crockett hizo que Ivan Koloff sustituyera a un Rude 'lesionado', y el Express ganó los cinturones en lo que resultó ser la última vez.

### Varias promociones (1988-1992)
En 1988, The Rock 'n' Roll Express fue a Memphis y AWA. Tuvieron una breve disputa con The Midnight Rockers en la Continental Wrestling Association (CWA), por el Campeonato Mundial de Parejas de AWA. Su primer combate, el 15 de febrero de 1988, terminó en controversia, lo que provocó que se retrasara el título de AWA World Tag Team. Una semana después, el 22 de febrero, se llevó a cabo una revancha por los títulos retenidos y The Midnight Rockers los recuperaron. En total, el Rock N Roll Express pasó de abril a mayo, y de octubre a diciembre de 1988 en la AWA, con corridas cortas con Verne Gagne. Robert Gibson declaró que fueron a AWA por respeto a Wahoo McDaniel, quien estaba luchando allí en ese momento. El 2 de febrero de 1988 en Kansas City tuvieron un combate con The British Bulldogs, y también hicieron una breve gira por Japón durante en 1988.
El 3 de enero de 1990 Morton y Gibson regresaron a la NWA. Durante la primera parte del regreso tuvieron partidos de televisión con el Midnight Express, los Horsemen y The Fabulous Freebirds. El 7 de julio de 1990, desafiaron a Doom por el Campeonato Mundial en Parejas de la NWA en The Great American Bash en el evento semi-principal, pero perdieron. El 22 de septiembre de 1990 en una lucha contra Doom en Jacksonville, Florida, Robert Gibson sufrió un desgarro del ligamento cruzado anterior cuando Ron Simmons se desprendió de la cuerda superior de la rodilla extendida mientras Butch Reed la sostenía. Morton declararía años después en un podcast con Ric Flair que la lesión en realidad ocurrió el día antes del partido cuando la esposa de Robert lo golpeó con un auto. Ricky dice que le dijo a Robert que llegara al ring y bajara justo después del comienzo del partido para que le pagaran mientras estaba lesionado. Gibson se vio obligado a perder una cantidad considerable de tiempo durante el resto de 1990 y la primera mitad de 1991 mientras se recuperaba de una cirugía realizada por el Dr. James Andrews. El 12 de junio de 1991 en Clash of the Champions XV en Knoxville Tennessee, Morton se volvió contra un Gibson que regresaba para unirse a la Fundación York, lo que llevó a un combate entre Morton y Gibson en The Great American Bash el 14 de julio de 1991. Richard Morton (w/Alexandra York) cubrió a Robert Gibson a las 17:23 después de que Morton salió de la cima y golpeó a Gibson en la espalda con la computadora mientras York distraía al árbitro Bill Alfonso en el delantal. Los ex socios tuvieron más partidos durante las próximas semanas, en su mayoría ganados por Morton. Morton y Gibson continuaron sus carreras de solteros hasta que Robert fue liberado por WCW a principios del otoño. Morton permaneció en WCW como heels hasta el verano de 1992.
A finales de julio de 1992, Ricky Morton se peleó brevemente con Eddie Gilbert en la United States Wrestling Association (USWA), y antes de que terminara su breve carrera en la USWA, Gibson se unió a él para algunas luchas por equipos. Se reunieron el 8 de agosto de 1992 en Smoky Mountain Wrestling (SMW) y se pelearon con The Heavenly Bodies, ganando el título por equipos diez veces. La disputa con los Cuerpos Celestiales, que había estado en curso durante aproximadamente un año, incluía una pelea en jaula de alambre de púas y una pelea a muerte en Texas. La rivalidad se trasladó tanto a World Championship Wrestling como a la World Wrestling Federation (WWF) en 1993, dividiendo los partidos de pago por evento para las dos promociones. El Rock 'n' Roll Express derrotó a los Heavenly Bodies (Stan Lane y Dr. Tom Prichard) en el evento SuperBrawl III de WCW y los Bodies (esta vez Prichard y Jimmy Del Ray) derrotaron al Express por el Campeonato de Parejas de SMW en Survivor Series. La defensa del titular en el evento fue parte de un acuerdo entre Vince McMahon de WWF y Jim Cornette de SMW.
En abril de 1995, derrotaron a Dick Murdoch y Randy Rhodes para ganar el vacante Campeonato Mundial en Parejas de la NWA. En junio de 1995, fueron despojados de los títulos, ya que su combate de la USWA con PG-13 terminó en controversia. Una semana después, derrotaron a PG-13 para recuperar los títulos por equipos de la NWA y ganar el Campeonato de equipo de etiqueta del mundo de USWA, lo que los convirtió en campeones dobles, pero no duró, ya que perdieron los títulos de USWA de nuevo a PG-13. una semana después. En julio de 1995, programaron una pelea con The Thugs por el Campeonato de Parejas de SMW, y se pusieron a cambiar, pero en agosto de 1995, Morton fue suspendido después de un altercado entre su novia Andrea Callaway y la novia de Tracy Smothers, Angela Lambert, dejando a Gibson. por su cuenta. Como resultado de la suspensión de Morton, dejaron vacantes los títulos por equipos mundiales de la NWA. Cuando Morton regresó a SMW, Gibson se volvió y se unió a la milicia de Jim Cornette, pero la disputa propuesta entre los dos no se materializó ya que la promoción se cerró poco después de su regreso.

### Regreso a la WCW (1996-1997)
El 3 de junio de 1996, Morton y Gibson regresaron a la World Championship Wrestling el Monday Night Nitro, enfrentando y perdiendo ante Ric Flair y Arn Anderson, y reavivando preliminarmente una vieja rivalidad en WCW. Hicieron su segunda aparición el lunes en Nitro, 5 de agosto de 1996, perdiendo ante los Campeones Mundiales en Parejas de WCW Harlem Heat. Su tercera aparición se produjo tres semanas después, donde se enfrentaron nuevamente a Ric Flair y Arn Anderson en Nitro en Lakeland, FL. 
Perdieron ante Flair y Anderson, pero tres días después en Orlando, FL en una grabación de WCW Worldwide, el Rock 'n' Roll Express obtuvo su primera victoria en su regreso, derrotando a High Voltage. Su siguiente aparición fue en WCW Saturday Night el 30 de septiembre, donde cayeron ante The Faces of Fear (Meng y The Barbarian).. Morton y Gibson aparecieron con moderación en el futuro en Saturday Night y WCW Pro. Se fueron en 1997 para participar en federaciones independientes.

### World Wrestling Federation (1998)
Un año después, estuvieron en la WWE por un breve período como parte del ángulo de la NWA (dirigido por el ex rival James E. Cornette). Su primera aparición fue el Monday Night RAW cuando se enfrentaron a Skull y 8-Ball el 12 de enero de 1998 en State College, PA y perdieron por descalificación. Durante su tiempo en la compañía, aparecieron en WrestleMania XIV en marzo de 1998 en una batalla real por equipos, que fue ganada por Legion of Doom 2000. También tuvieron feudos con L.O.D. 2000 y The New Midnight Express tienen una lucha por el título de equipo de la NWA en el Pay Per View Unforgiven de WWF contra el New Midnight Express.

### Total Nonstop Action Wrestling (2003, 2016)
A principios de 2003, Morton y Gibson aparecieron en TNA como parte de la facción Sports Entertainment Xtreme (SEX) de Vince Russo. El dúo tuvo un feudo con America's Most Wanted, Chris Harris y James Storm. A finales de 2003 y principios de 2004, trabajaron para la All World Wrestling League, propiedad de Eddie y Thomas Farhat, los hijos del "Original Sheik" Ed Farhat. El dúo regresó a TNA para la Elimination Total Nonstop Special,  participando en la invitación abierta de Tag Team Apocalypto por el Campeonato Mundial en Parejas de TNA de The Broken Hardys.

### WWE (2017)
El 6 de febrero de 2017, la WWE anunció que honraría al Rock 'n' Roll Express al incorporar al equipo al Salón de la Fama de la WWE en la Ceremonia de inducción del Salón de la Fama de la WWE el 31 de marzo de 2017. El 20 de marzo, WWE anunció oficialmente que el equipo será instalado por Jim Cornette.

### National Wrestling Alliance (2019-presente)
El 5 de abril de 2019, la NWA anunció que el Rock 'n' Roll Express competiría en la Crockett Cup (2019) el 27 de abril de 2019 en Concord, Carolina del Norte. Fueron derrotados por The Briscoe Brothers (Jay Briscoe & Mark Briscoe) en la primera ronda. El 1 de octubre de 2019, durante el segundo día de grabaciones televisivas de NWA Power, The Rock 'n' Roll Express derrotó a The Wildcards (Thomas Latimer & Royce Isaacs) para ganar el Campeonato Mundial en Parejas de NWA por quinta vez.

### All Elite Wrestling (2019)
El Rock 'n' Roll Express hizo su aparición en All Elite Wrestling (AEW) en el episodio del 30 de octubre de 2019 de Dynamite para coronar a los campeones inaugurales en parejas de AEW, pero fueron emboscados por Proud n Powerful (Santana & Ortiz). En Full Gear, los dos participaron después de la pelea de parejas de apertura entre The Young Bucks y Proud n Powerful, donde Morton ejecutó un Destructor Canadian en Santana seguido de una inmersión suicida en Sammy Guevara y Ortiz.

## Campeonatos y logros
- Appalachian Mountain Wrestling
  - AMW Tag Team Championship (1 vez)[11]

- Continental Wrestling Association / Championship Wrestling Association
  - AWA Southern Tag Team Championship (2 veces)
  - CWA Tag Team Championship (1 vez)
  - CWA World Tag Team Championship (1 vez)

- National Wrestling Alliance
  - NWA World Tag Team Championship (5 veces)
  - NWA Hall of Fame (2006)

- WWE
  - Hall of Fame (2017)[12]

- Wrestling Observer Newsletter
  - Wrestling Observer Newsletter Hall of Fame (2014)[13]